# Salto alla corda

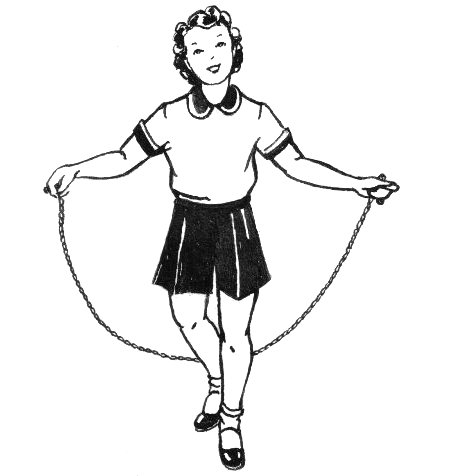
Salto alla corda

Il salto alla corda è un esercizio fisico ed un gioco che consiste nel saltare una corda che viene fatta oscillare al di sotto dei piedi ed al di sopra della testa. A far oscillare la corda può essere lo stesso soggetto che effettua il salto, o altri due che ne tengono i capi, anche se questa seconda modalità è principalmente diffusa fra i bambini. Allo stesso modo a saltare la corda possono essere anche più di un soggetto nel caso la lunghezza della corda lo permetta di muoversi con più persone.

## Descrizione
Il salto alla corda si usava già nei tempi antichi fino ad oggi. Molte filastrocche sono state inventate per il salto alla corda e anche molti livelli di abilità.
Viene utilizzato come preparazione atletica per diverse discipline, come nella piscina o nella danza, e come attrezzo nella ginnastica ritmica. Nell'antica Grecia i giochi con la corda erano una decina e altrettanti ne conoscevano i fanciulli della Roma antica. In Europa, nel XVII e XVIII secolo, si assiste a una vera esplosione di simpatia per i giochi con la corda. Non vi è serie di stampe di questo periodo (Francesi, Olandesi e specialmente Inglesi) in cui non venga dedicata almeno una tavola alla pratica di questo gioco. Si tratta di un divertimento probabilmente antichissimo, scrive Joseph Strutt, autore dei primi dell'800.
Il gioco acquisiva caratteristiche diverse anche in base alla zona geografica, per esempio in Sicilia durante il salto della corda si dovevano dire due parole: “piparuallu” per far girare la corda più veloce, “spiazii” per farla andare più lenta, oppure “aranciu-limuni-mandarinu”. Se si aveva a disposizione un pezzo di corda più corto si improvvisavano salti a piedi uniti o alternati, facendo girare la corda intorno al proprio corpo.